# Jeździectwo na Letnich Igrzyskach Olimpijskich 1900
Zawody w jeździectwie na Letnich Igrzyskach Olimpijskich 1900 w Paryżu rozegrane zostały po raz pierwszy w historii igrzysk olimpijskich. Po raz drugi na igrzyskach jeździectwo pojawiło się dopiero w 1912 roku. 
Zawodnicy rywalizowali w pięciu konkurencjach, z czego jedynie trzy uznawane są przez Międzynarodowy Komitet Olimpijski i tylko one brane są pod uwagę w klasyfikacji medalowej.
Włoch Giovanni Giorgio Trissino oraz Belg Georges van der Poële zdobyli po dwa medale olimpijskie.

## Medaliści
| Konkurencja                | Złoto                                        | Srebro                    | Brąz                               |
| -------------------------- | -------------------------------------------- | ------------------------- | ---------------------------------- |
| Konkurs skoków (szczegóły) | Aimé Haegeman                                | Georges van der Poële     | Louis de Champsavin                |
| Skok wzwyż (szczegóły)     | Dominique Gardères Giovanni Giorgio Trissino | –                         | Georges van der Poële              |
| Skok w dal (szczegóły)     | Constant van Langendonck                     | Giovanni Giorgio Trissino | Camille de La Forgue de Bellegarde |

## Tabela medalowa
| Lp.   | Państwo       | Złoto | Srebro | Brąz | Razem | Źródło |
| ----- | ------------- | ----- | ------ | ---- | ----- | ------ |
| 1     | Belgia (BEL)  | 2     | 1      | 1    | 4     | [ 1 ]  |
| 2     | Włochy (ITA)  | 1     | 1      | 0    | 2     | [ 1 ]  |
| 3     | Francja (FRA) | 1     | 0      | 2    | 3     | [ 1 ]  |
| Razem | Razem         | 4     | 2      | 3    | 9     |        |

## Konkurencje nieolimpijskie
| Konkurencja                        | Złoto                | Srebro     | Brąz                    |
| ---------------------------------- | -------------------- | ---------- | ----------------------- |
| Łączenie jazdy konnej z polowaniem | Napolêon Murat       | Archenoul  | de Montesquiou-Féznesac |
| Powożenie zaprzęgami konnymi       | Georges Nagelmackers | Léon Thome | Baron de Neuflize       |